# Jan Gonda
Jan Gonda (* 14. April 1905 in Gouda; † 28. Juli 1991 in Utrecht) war ein niederländischer Orientalist und Religionswissenschaftler mit einem breiten Interessenspektrum. Vor allem wurde er als Indonesienspezialist bekannt.
Gonda war einer der Herausgeber des Handbuchs der Orientalistik (Handbook of Oriental Studies) und lieferte Beiträge für die Buchreihe Die Religionen der Menschheit in den Bänden Veda und älterer Hinduismus sowie Der jüngere Hinduismus. Er verfasste das monumentale Werk Sanskrit in Indonesia (1952), in dem er den Einfluss des Sanskrit auf das Malaiische und Javanische untersuchte. Zudem gab er die Handbuchreihe A History of Indian Literature (1973–1987) heraus. In der Linguistik vertrat er eine historische Perspektive und war skeptisch gegenüber der rein synchron-strukturalistichen Betrachtung der Sprache.
Gonda lehrte seit 1929 Sanskrit an der Universität Utrecht und seit 1932 Indologie. 
Er besuchte niemals Asien. 1957 wurde er Mitglied der Königlich Niederländischen Akademie der Wissenschaften. 1972 wurde er in die American Academy of Arts and Sciences gewählt. 1992 wurde eine Stiftung zur Förderung des Sanskrit-Studiums gegründet, die seinen Namen trägt.